# Igreja de Santa Maria Assunta di Carignano

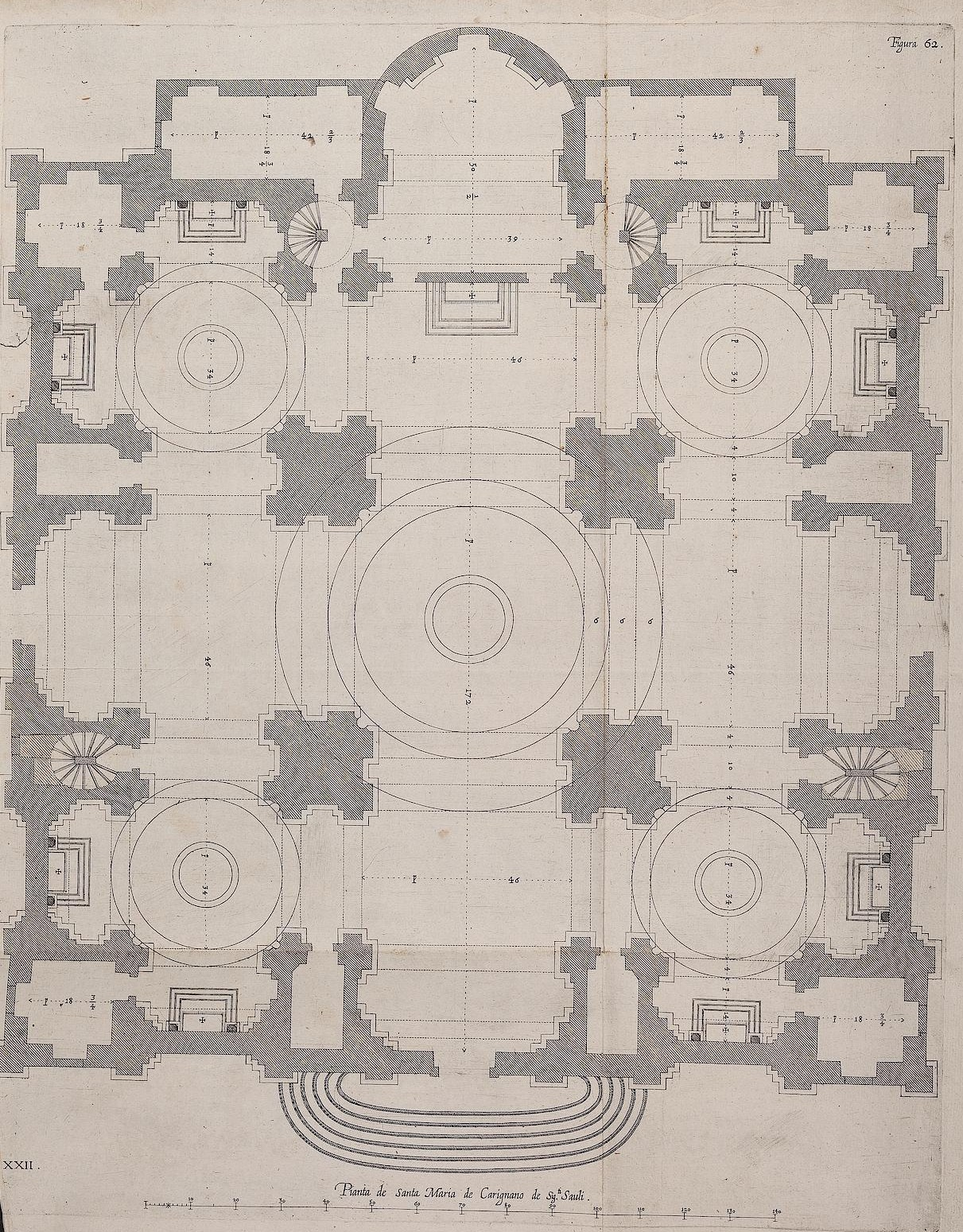
Planta do edifício

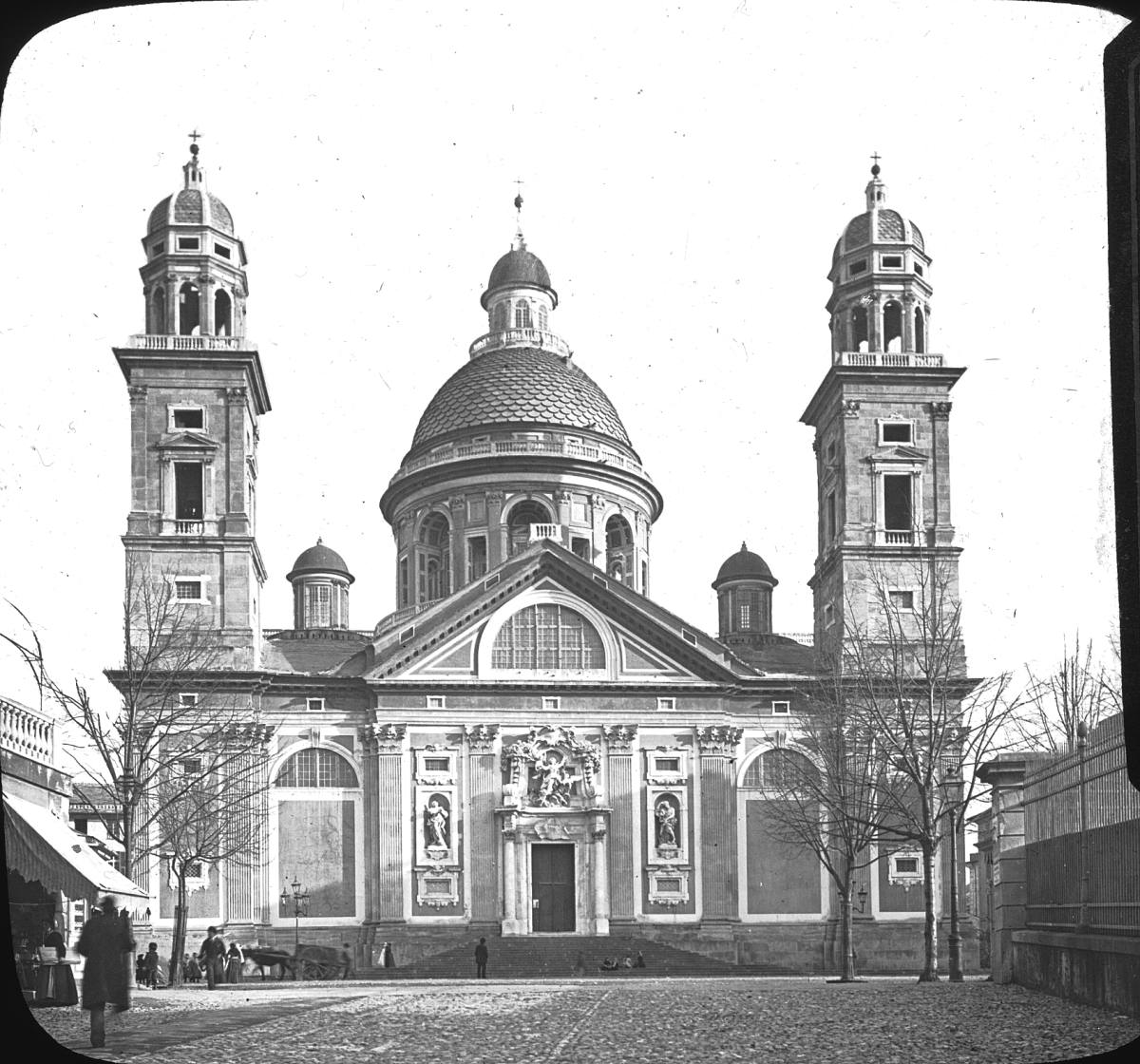
A basílica no final do século XIX numa fotografia de William Henry Goodyear (Brooklyn Museum)

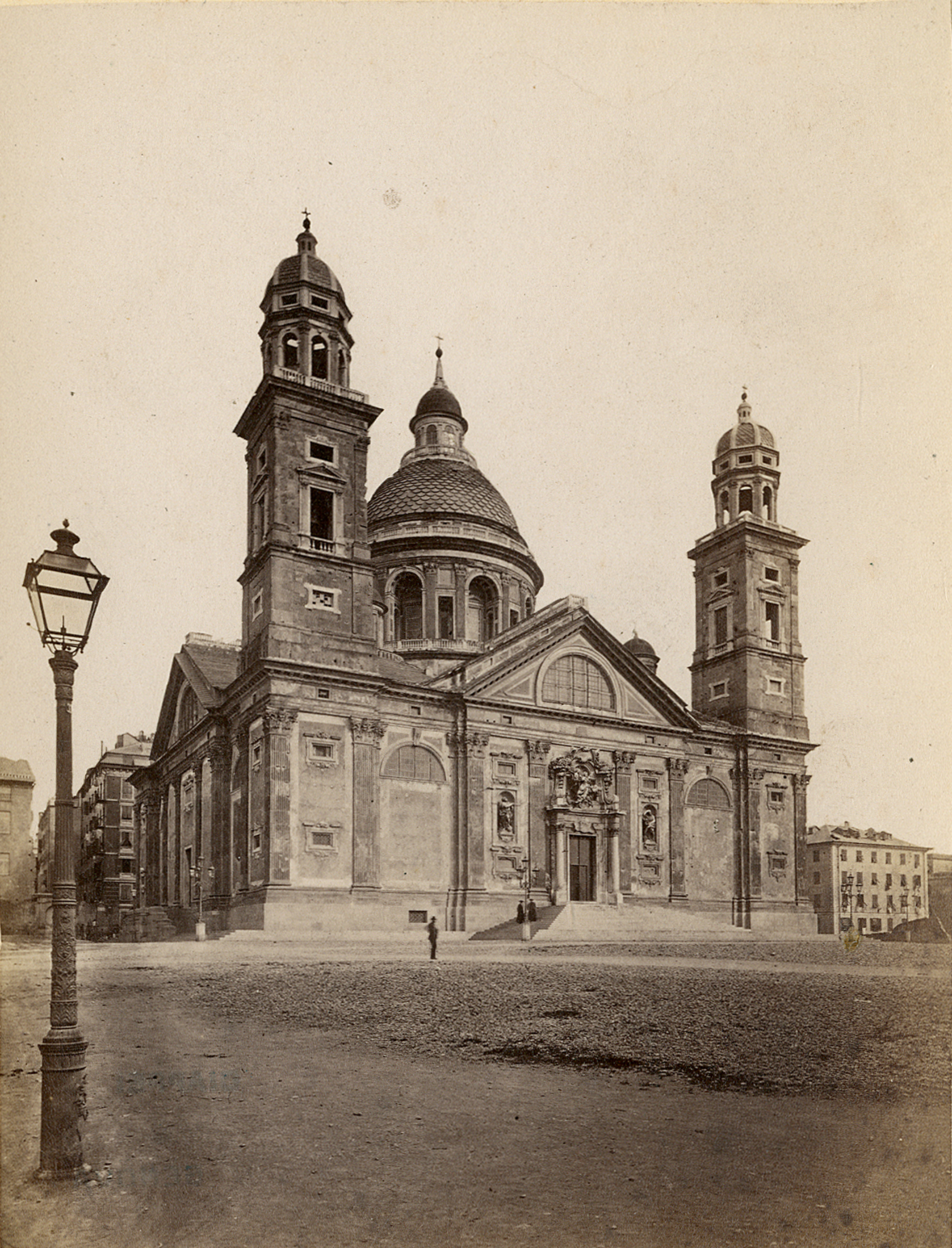
A basílica numa foto de Francesco Ciappei de meados do século XIX (Museu de Leiden)

A Basílica de Santa Maria Assunta de Carignano é um edifício religioso em Génova. A sua comunidade paroquial faz parte do vicariato "Carignano-Foce" da arquidiocese de Génova.
A igreja, que se destaca com a sua massa harmoniosa no topo da colina de Carignano, é uma das mais famosas obras genovesas de Galeazzo Alessi e um dos maiores exemplos de arquitetura renascentista na cidade. As esculturas de Pierre Puget e Filippo Parodi nele contidas estão entre as maiores obras-primas do barroco genovês. Devido à sua posição proeminente, é claramente visível de muitas partes da cidade, que se avista com quatro fachadas idênticas, ainda que parcialmente escondidas por edifícios modernos.
Iniciada por volta de meados do século XVI, a sua construção continuou até ao início do século seguinte, mas as obras continuaram nos séculos seguintes, razão pela qual na linguagem popular a expressão "A l'è comme a fabrica de Caignan" ("é como a fábrica de Carignano") se tornou Proverbial para indicar um empreendimento interminável. Antigamente uma igreja nobre da família Sauli, mais tarde tornou-se uma abadia, igreja colegiada e basílica menor.
Desde 1911 que está sujeito a restrição de proteção pela superintendência.